# Chiesa di Santa Maria Maddalena (Bergamo, centro via Sant'Alessandro)
La chiesa di Santa Maria Maddalena era un edificio religioso che si trova in via Sant'Alessandro con la parte del chiostro su via Borfuro, edificata dalla confraternita dai Disciplinati di Bergamo e sconsacrata nel 1800 quando divenne magazzino delle truppe francesi durante l'età napoleonica. L'aula, dopo un grande intervento di recupero, è diventata sede di mostre e incontri, e vincolata dai beni architettonici.

## Storia
(Visita pastorale del vescovo Luigi Ruzzini)
.
Nella città orobica ben otto erano le confraternite attive, quella dei disciplini di Santa Maria Maddalena si era istituita nel 1335 ed era composta da laici che dedicavano la vita alla preghiera e a opere di carità, e che si riunivano nella chiesa dei Santi Barnaba e Lorenzino la confraternita chiese e ottenne nel 1352, il permesso di edificare una chiesa dedicata a santa Maria Maddalena e accanto un ospedale, trovandosi in una posizione che vedeva già la presenza di altri luoghi di ricovero per bisognosi, nella vicina di San Lorenzo, quella di sant'Alessandro, nonché di Santo Stefano, che ospitasse i malati di mente, e gli anziani, come indicato: «pazzi, fatui e poveri disciplini inutili».
(Papa Giovanni XXIII-1912)
La data del XIII secolo come fondazione della confratrnita, non fu mai accettata dagli storici così come quella indicata nel 1316  citata in un documento del papa Giovanni XXII, confraternita che era servita a unirne molte altre che era presenti sul territorio. L'edificio fu consacrato dal vescovo Cipriano degli Alessandri nel 1336 che concedette anche il 15 ottobre il privilegio e il diritto d'indulgenza a chi avesse sostenuto economicamente la confraternita. Secondo Donato Calvi, le date sono un po' differenti: nel suo Effemeride sacra profana di quanto di memorabile sia successo in Bergamo del 1676 indica la data del 1336 come costituzione della confraternita e la costruzione della chiesa successiva al 22 luglio 1342, con la fine lavori nel 1344 e la consacrazione il 18 settembre dal vescovo Bernardo Tricardo.
I locali furono ampliati grazie all'acquisto di beni immobili dal 1356 al 1362. Tanto che la chiesa nel 1363, risultando troppo piccola, fu ricostruita con la posa il 17 marzo delle tre prime pietre, una per l'altare maggiore dedicata alla santa, una all'altare di sinistra intitolato all'Annunciazione e una per quello di destra alla Natività di Maria Vergine. Nel 1428 la congregazione ottenne di essere esentata dalla giurisdizione del vescovo, anno in cui vide il riunificare di molti degli istituti di carità dedicati al ricovero degli ammalati in un unico centro presso l'ospedale di San Marco, ma esentando questo di santa Maria Maddalena perché ospitava i mentecatti.  Negli atti della congregazione riunita il 21 dicembre 1573, si evince che l'ente era governato da un Consiglio di cui il Magnifico Ministro e i venti consiglieri erano i maggiori responsabili, che l'ospedale era gestito da un fattore che controllava gli acquisti, mentre i libri contabili erano tenuti da un Notaro o Thesoriero.

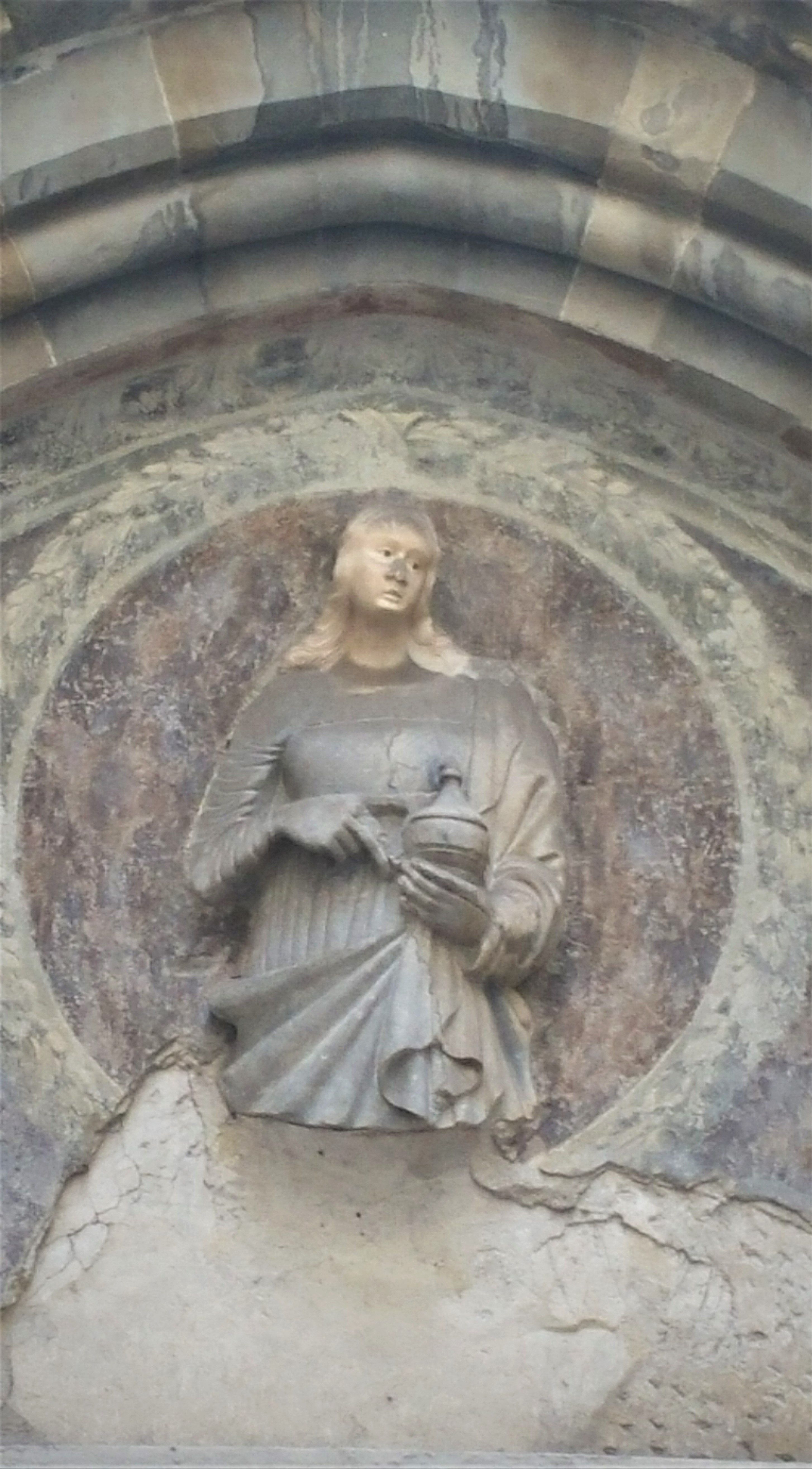
Maria Maddalena con il vaso degli oli

Gli atti della visita pastorale di san Carlo Borromeo del 1575, descrivono la comunità dei disciplini di santa Maria Maddalena, come la più attiva nella città. Descrivono la chiesa divisa in cinque campate da quattro arconi, e con cinque altari. Le pareti furono affrescate da Giovan Battista Guarinoni d'Averara nel 1576 come risulta dal pagamento del depenzer la giesia, e il sagrato l'anno successivo. La visita pastorale definì anche le controversie che si erano create con i disciplini della chiesa di San Rocco sull'amministrazione dell'ospedale.
L'edificio ebbe nel tempo altre modifiche fino al 1797 quanto la chiesa fu soppressa a causa dell'occupazione napoleonica diventando magazzino militare, e nel 1802 sciolta la congregazione e chiuso l'ospedale i malati che furono ospitati nel convento di Astino nel 1812. L'edificio divenne di proprietà dell'Orfanatrofio di Bergamo, e nel 1880 dell'amministrazione comunale, destinando tutto l'immobile a caserma con maneggio, successivamente a scuola tecnica militare e l'aggiunta di una nuova parte di stabile verso via Bosfuro.
Del 9 giugno 1909 rimane una relazione circa lo stato delle pitture di Valentino Bernardi direttore dell'Accademia Carrara, il quale pur denunciandone il degrado, rilevava che vi era la presenza di opere affrescate in epoche diverse ma d'importante valere artistico. Malgrado le molteplici richieste di manutenzione straordinaria, solo nel 1970 vi fu un vero interesse da parte dell'amministrazione a un restauro dell'immobile che era ancora destinato a uso scolastico professionale e a palestra fino al 18 giugno 1984 quando la scuola venne spostata in altra sede.

## Descrizione

### Esterno
La facciata a capanna della chiesa orientata con asse est-ovest, è preceduta da una piazzetta stretta dai palazzi nobili della parte bassa della città e da un passaggio voltato chiuso da una cancellata lignea, quasi invisibile al visitatore che attraversa via Sant'Alessandro. 

Il portone d'ingresso ha paraste e un arco a sesto acuto in pietra di Sarnico. Due angeli a mensola sostengono l'architrave. La lunetta è correlata da un ovulo dove è posta la statua della santa che regge il vaso degli oli che la caratterizza, la figura in origine era intera, mentre le pitture sono poco leggibili. La datazione di questa parte non ha trovato tutti concordi, sebbene abbia caratteristiche simili a quello quattrocentesco di San Pancrazio, secondo Luigi Angelini potrebbe risalire al secolo precedente.
Sulla parte superiore vi è una grande finestra per porta luce all'aula, per la cui costruzione è stato ridotto a forma semicircolare l'antico rosone posto sulla parte superiore, questo è in marmo di Zandobbio presenta modanature e l'estradosso ha volti di angioletti.

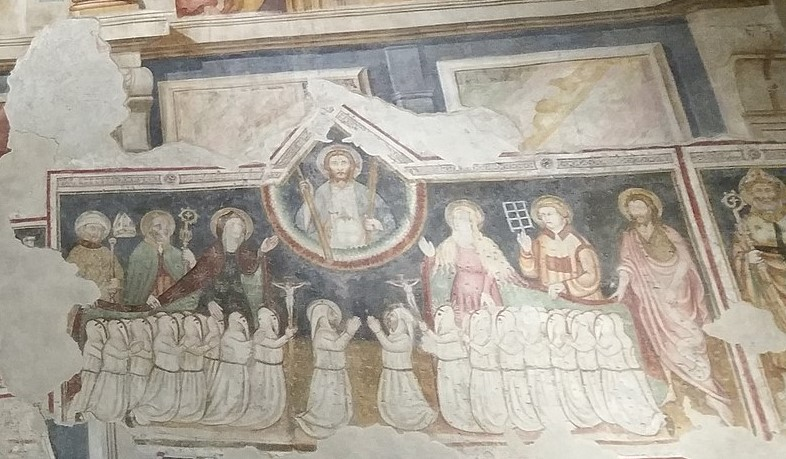
Affresco di maestro ignoto del XIV secolo

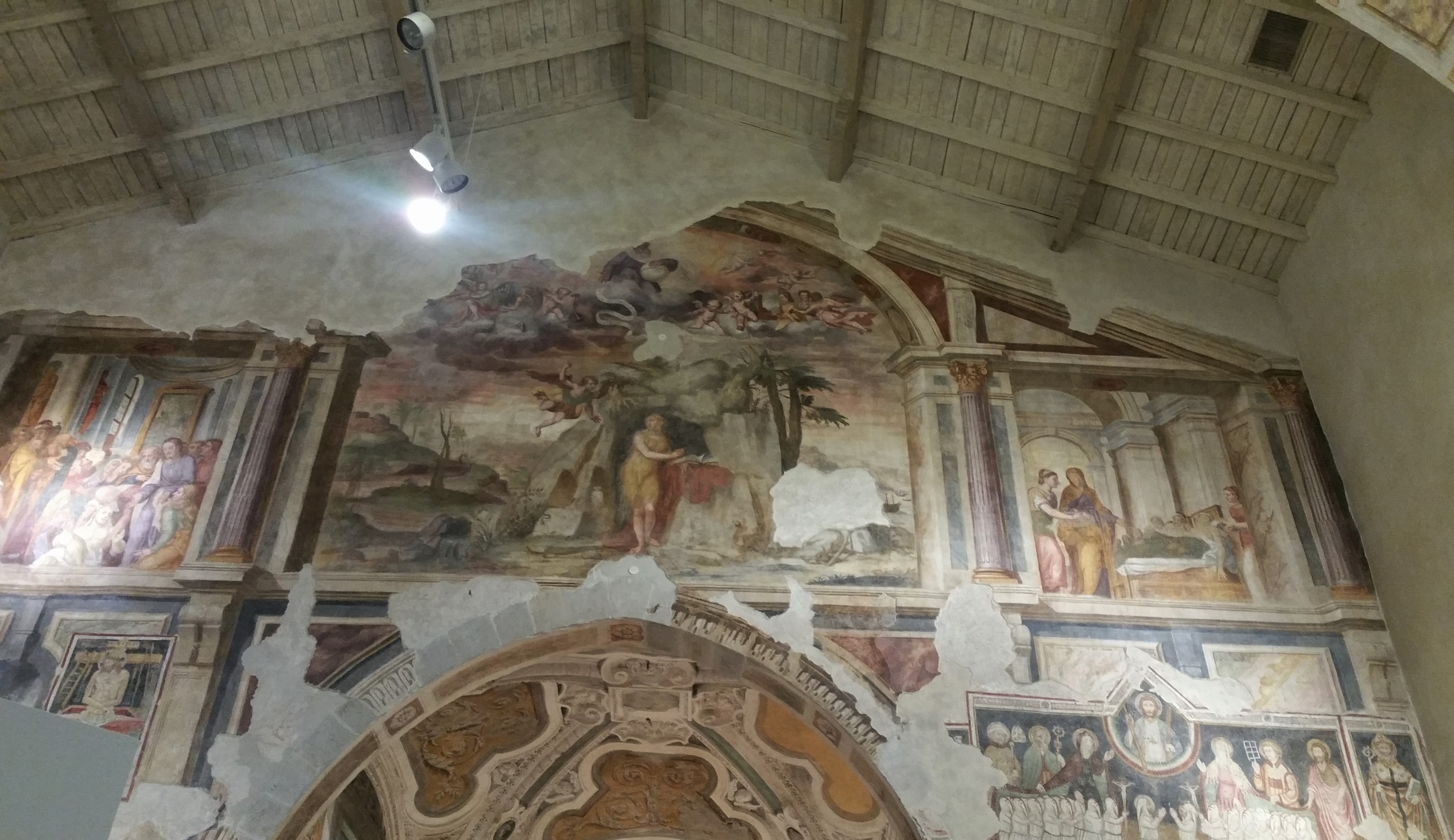
Affreschi sul lato absidale

### Interno
L'interno a navata unica ha la caratteristica conformazioni delle chiese quattrocentesche di Bergamo. Riprende le conformazioni delle chiese d'origine longobarda di Sant'Agostino e di San Michele al Pozzo bianco con copertura lignea dipinta divisa in campate da arconi gotici affrescati, abside rettilinea che presenta tre altari, maggiore quello centrale a pianta quadrata, e due laterali di minori dimensioni. La prima campata ha un loggiato sorretto da colonnine ad archi a tutto sesto, risalente al 1775, realizzato in contemporanea al chiostro. 

Quattro arconi acuti sostengono la copertura a due falde lignea, terminanti con capitelli sempre in pietra di Sarnico.
Il presbiterio è la parte dell'aula che maggiormente presente gli affreschi. Composta da tre absidi di cui quella centrale doppia in dimensioni rispetto alle due laterali. La volta a medaglione in stucco, dell'abside centrale, conserva dipinti trecenteschi.  Le absidi laterali non conservato stucchi ma le pitture sia nelle pareti interne che esterne. 
La navata è stata gravemente danneggiata dagli attrezzi sportivi che erano stati appesi nelle pareti laterali. 

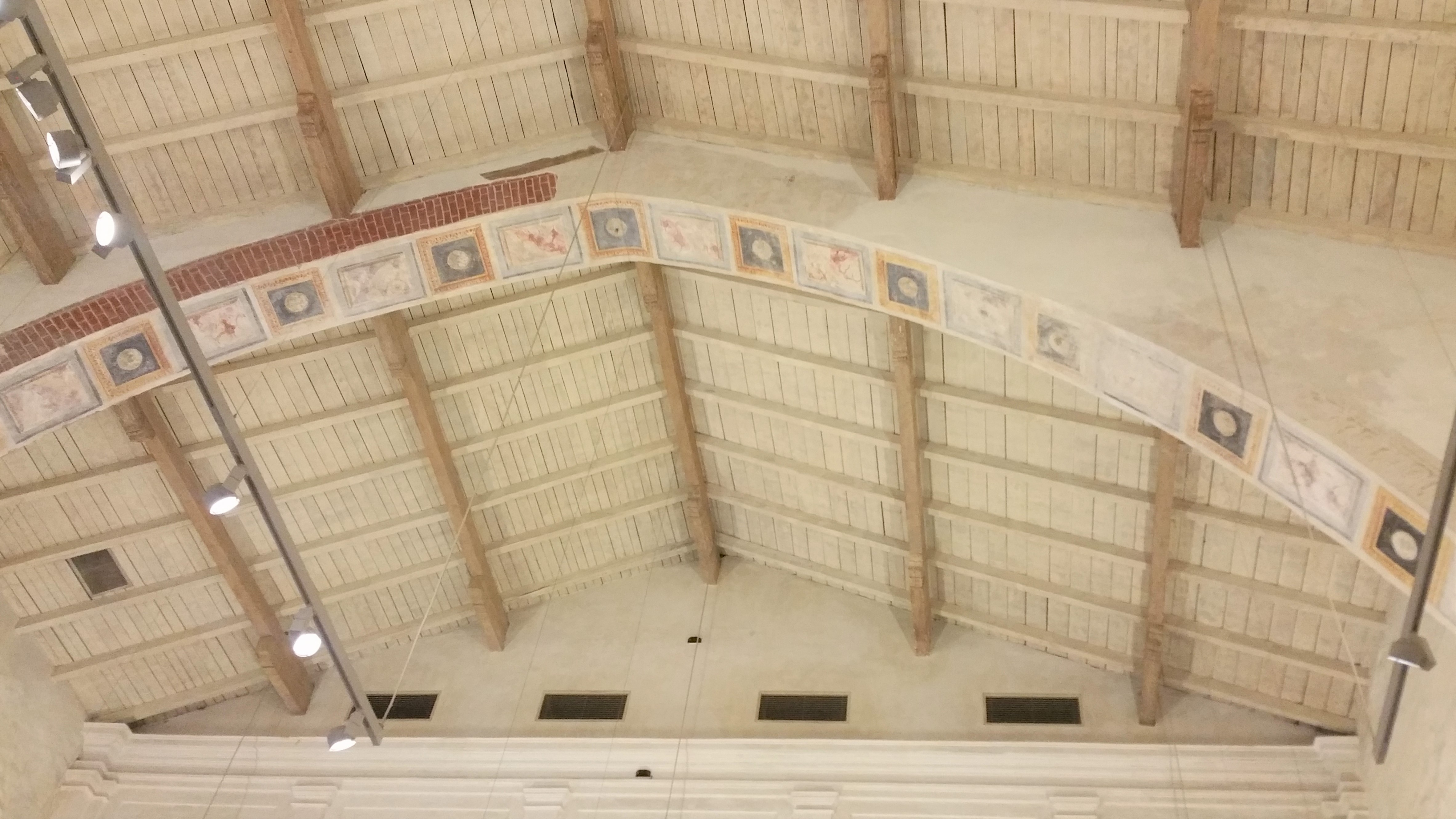
Arcone interno alla chiesa

### Gli affreschi
L'aula in particolare sul lato del presbiterio, è ricca di pitture che si sono sovrapposte nei secoli, e grazie ai restauri eseguiti nei primi anni del XXI secolo hanno ripreso colore e hanno permesso il recupero di affreschi prima sconosciuti.

La parte più antica è stata realizzata da un maestro anonimo, risalente alla seconda metà del Trecento: Cristo benedicente con santi e disciplini in adorazione che si trova poco sopra l'arcone d'ingresso alle tre cappelle. In particolare raffigura: san Rocco, un santo vescovo, la Madonna della Misericordia, Maria Maddalena, san Lorenzo e san Giovanni per la parte superiore, nella fascia inferiore una processione di disciplini in preghiera. Del medesimo artista sono gli affreschi presenti nella cappella di sinistra raffiguranti: Madonna del parto e i santi Pietro Paolo e Maria Maddalena. 

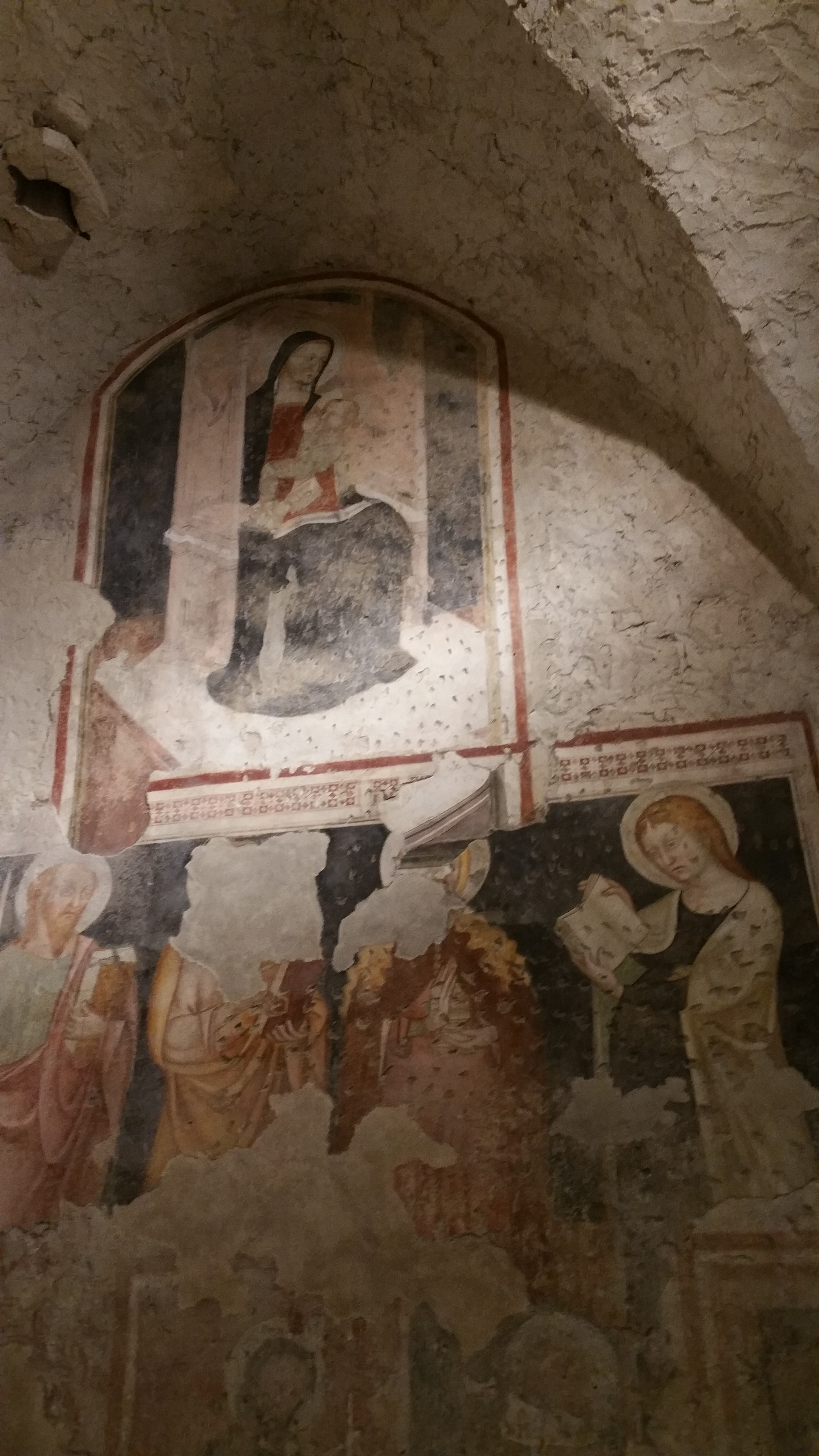
Madonna del parto e santi

Sulla parete sinistra dell'aula rimangono visibili tracce di affreschi quattrocenteschi strappati e conservati in Accademia Carrara e nella Sala delle Capriate di Bergamo, che raccontano scene della vita della santa a cui è intitolata la chiesa, realizzati da quello che viene indicato come il maestro della Leggenda della Maddalena considerato il miglior rappresentante della pittura bergamasca. Del Trecento è anche la Madonna in trono con Bambino, san Giovanni e santo diacono, di autore ignoto, così come ignota è la raffigurazione quattrocentesca del Cristo nell'avello, posto sulla parete del presbiterio che riporta nella parte inferiore la lode recitata dalla confraternita in suffragio delle anime purganti, chiaro desiderio devozionale dei disciplini.
Del pittore Giovan Battista Guarinoni d'Averara sono i dipinti presenti sulla parete che divide il presbiterio realizzati nel 1576 e raffiguranti in un finto telaio tre episodi: la Resurrezione di Lazzaro, Maria penitente nel deserto e l'Assistenza di Marte agli infermi. Questi dovevano essere un omaggio all'attività caritativa della confraternita dei disciplini.
Molti sono gli affreschi scialbati di cui è difficile la identificazione o di cui è rimasto solo lacerti pittorici, di cui la Madonna col Bambino, due raffigurazioni di San Cristoforo, il viso di un giovane San Francesco anche questi risalenti al XIV o primi anni del XV secolo.

### Chiostro

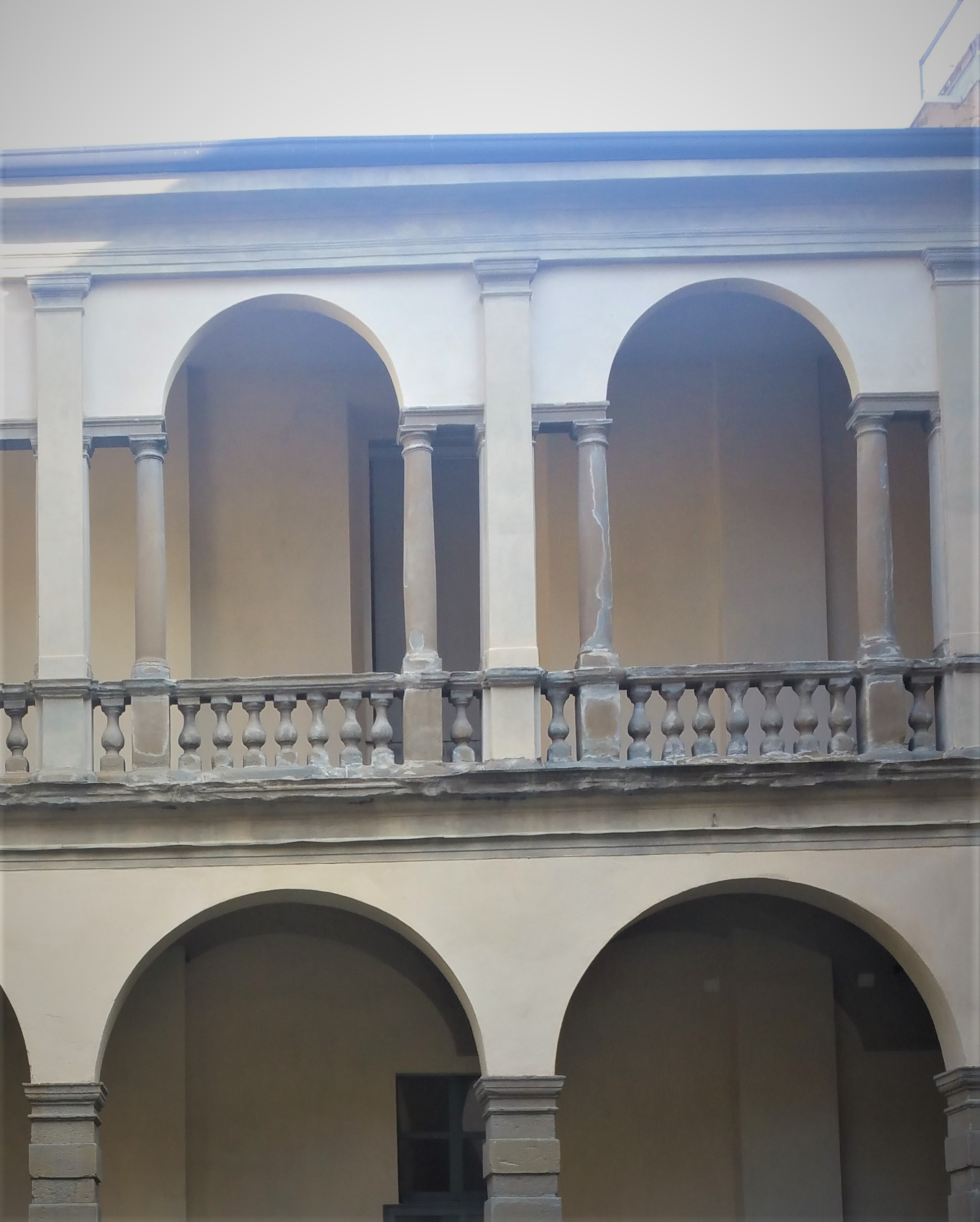
chiostro lato su via Bosfuro

Il chiostro che si apre su via Bosfuro, è stato progettato dall'architetto Costantino Galizzioli nel 1775. Mantiene il suo originale aspetto a pianta quadrata con ampio porticato al piano terra e un loggiato al piano rialzato a serliana composto da pilastri quadri bugnati che reggono le arcate di misura inferiore e balaustre in pietra di Sarnico, dando a tutta l'opera il carattere rinascimentale cinquecentesco. Il Galizzioli pur essendo un architetto che amava proporre il barocco settecentesco non volle probabilmente modificare l'aspetto originario del complesso rimanendo vicino alle tendenze dei Sansovino e Palladio. Gli spazi del chiostro ospitano occasionalmente attività artistiche.